# Амосов Петро Пилипович
Петро Пилипович Амосов  — радянський діяч, голова виконавчого комітету Конотопської окружної ради, відповідальний секретар Зінов'ївського окружного комітету КП(б)У. Член ВУЦВК.

## Життєпис
Член РСДРП(б) з 1915 року.
У жовтні 1923 — жовтні 1925 року — відповідальний секретар Зінов'євського окружного комітету КП(б)У.
У 1927—1929 роках — голова виконавчого комітету Конотопської окружної ради.
Подальша доля невідома.